# Grażyna Dobroń-Nowakowska
Grażyna Dobroń (ur. 8 lutego 1954 w Warszawie) – polska dziennikarka radiowa, w latach 1982–2020 dziennikarka Programu III Polskiego Radia.

## Życiorys
Z wykształcenia jest polonistką ze specjalizacją z literatury romantycznej – z powieści psychologicznej.
Pracę w Polskim Radiu rozpoczynała około 1979 roku – przez niecały rok pracowała w Magazynie studenckim Krzysztofa Majchrzaka w Programie Drugim Polskiego Radia. Następnie przeszła pod opiekę Andrzeja Turskiego. Pracowała przy Radiokurierze w Programie Pierwszym. Po wybuchu stanu wojennego, w 1982 roku przeszła do Programu Trzeciego. Pracowała tam jako reporterka zajmująca się głównie sprawami społecznymi. Później, za namową Jolanty Kucharskiej została reporterką sejmową. Jako taka pracowała z powodzeniem przez wiele lat. Jeszcze na początku lat 90. Grażyna Dobroń znajdowała się w czołówce politycznych dziennikarek Programu Trzeciego Polskiego Radia – obok Beaty Michniewicz, Moniki Olejnik i Jolanty Kucharskiej. W 1995 roku przeprowadziła słynny wywiad, w którym Aleksander Kwaśniewski – będący wówczas kandydatem na prezydenta RP – skłamał, że posiada wykształcenie wyższe. Wybuchła afera, jednak lewica wygrała wybory przez co dalsza kariera Grażyny Dobroń jako dziennikarki zajmującej się polityką stanęła pod znakiem zapytania. W końcu dyrektorowi Trójki Pawłowi Zegarłowiczowi po półtorarocznych staraniach udało się namówić Grażynę Dobroń, by zajęła się tematami związanymi ze zdrowiem, psychologią i rozwojem osobistym. Prowadziła m.in. audycje Przychodzi Dobroń do lekarza oraz nocną Dobronockę (ostatni odcinek 30 czerwca 2014). Nadal prezentuje cykl Instrukcja obsługi człowieka. We wrześniu 2020, w związku z ówczesną sytuacją w Programie III, zrezygnowała w pracy w Polskim Radiu. Na swoim profilu na Facebooku napisała wówczas m.in.: „pożegnałam się z Trójką bez żalu, ponieważ to co jest w niczym Trójki nie przypomina”.
Zajmuje się prowadzeniem wykładów i warsztatów psychologicznych, jest zdeklarowaną weganką.
W 2004 nakładem wydawnictwa Jacek Santorski & Co, ukazała się książka jej autorstwa, zatytułowana Na okrągło zdrowym być. Wellness po polsku. 22 września 2010, nakładem Czarnej Owcy (Jacek Santorski & Co pod nową nazwą), ukazała się Instrukcja samo(obsługi) człowieka.

## Nagrody i wyróżnienia
Jako pierwszy dziennikarz z Polski zdobyła Grand Prix w 13 edycji konkursu radiowego organizowanego przez Międzynarodowy Uniwersytet Radiowo-Telewizyjny (International Radio and Television University). Do edycji konkursu w 2001 zgłosiły się stacje radiowe z 21 krajów, a w ścisłym finale znalazło się 25 audycji. Nagrodzona audycja zatytułowana Fire walk, czyli boso przez ogień była transmisją z „próby ognia”, jaka odbyła się podczas Trójkowego weekendu w Szklarskiej Porębie, podczas którego słuchacze Programu III poddawali się obrzędowi przejścia przez rozżarzone węgle. W uzasadnieniu werdyktu jury podkreśliło oryginalność tematu oraz wyraziło uznanie dla „mistrzostwa w prowadzeniu audycji na żywo, ujmujący i przyjazny wydźwięk oraz rytm reportażu”. Wręczenie nagrody laureatce nastąpiło 14 grudnia 2001 w siedzibie Radio France w Paryżu.
Organizacja Projekt Egoistka przyznała jej tytuł Pozytywnej Egoistki roku 2013 za „budzenie świadomości w słuchaczach i inspirowanie innych do stawania się lepszymi ludźmi”.